# 大場白水郎
大場 白水郎（おおば はくすいろう、1890年1月19日 - 1962年10月10日）は、東京出身の俳人。本名は惣太郎。別号は縷紅亭。東京府立第三中学校（現・東京都立両国高等学校・附属中学校）を経て慶應義塾大学卒業。宮田製作所（現在の宮田工業）の重役を務めた。16歳で久保田万太郎を知り、慶大俳句、三田句会にて岡本癖三酔、籾山梓月と知り合う。渡辺水巴とは生涯の交友があった。「いとう句会」などで活躍した。

## 著書
- 藻花集 久保田万太郎共編 籾山書店 1917
- 白水郎句集 俳書堂 1928
- 春泥研究会句抄（編）春泥社 1931 (春泥叢書)
- 続白水郎句集 俳書堂 1932
- 縷紅抄 春泥社 1935 (春泥叢書)
- 縷紅亭雑記 春泥社 1940
- 句集 早春 春泥社 1940
- 大陸俳句の作法 奉天大阪屋號書店 1945.7
- 散木集 俳句研究社 1954